# Gare de Bray Daly
La gare de Bray Daly (en anglais : Bray Daly railway station ; en irlandais : Stáisiún Bhré / Uí Dhálaigh) est une gare ferroviaire irlandaise, située à Bray, ville du  comté de Wicklow dans la province de Leinster.

## Histoire
La station est ouverte le 10 juillet 1854.

## Service des voyageurs

### Desserte
Bray est desservie par des trains InterCity (en), Commuter (en) et Dublin Area Rapid Transit (DART).

### Intermodalité

titre
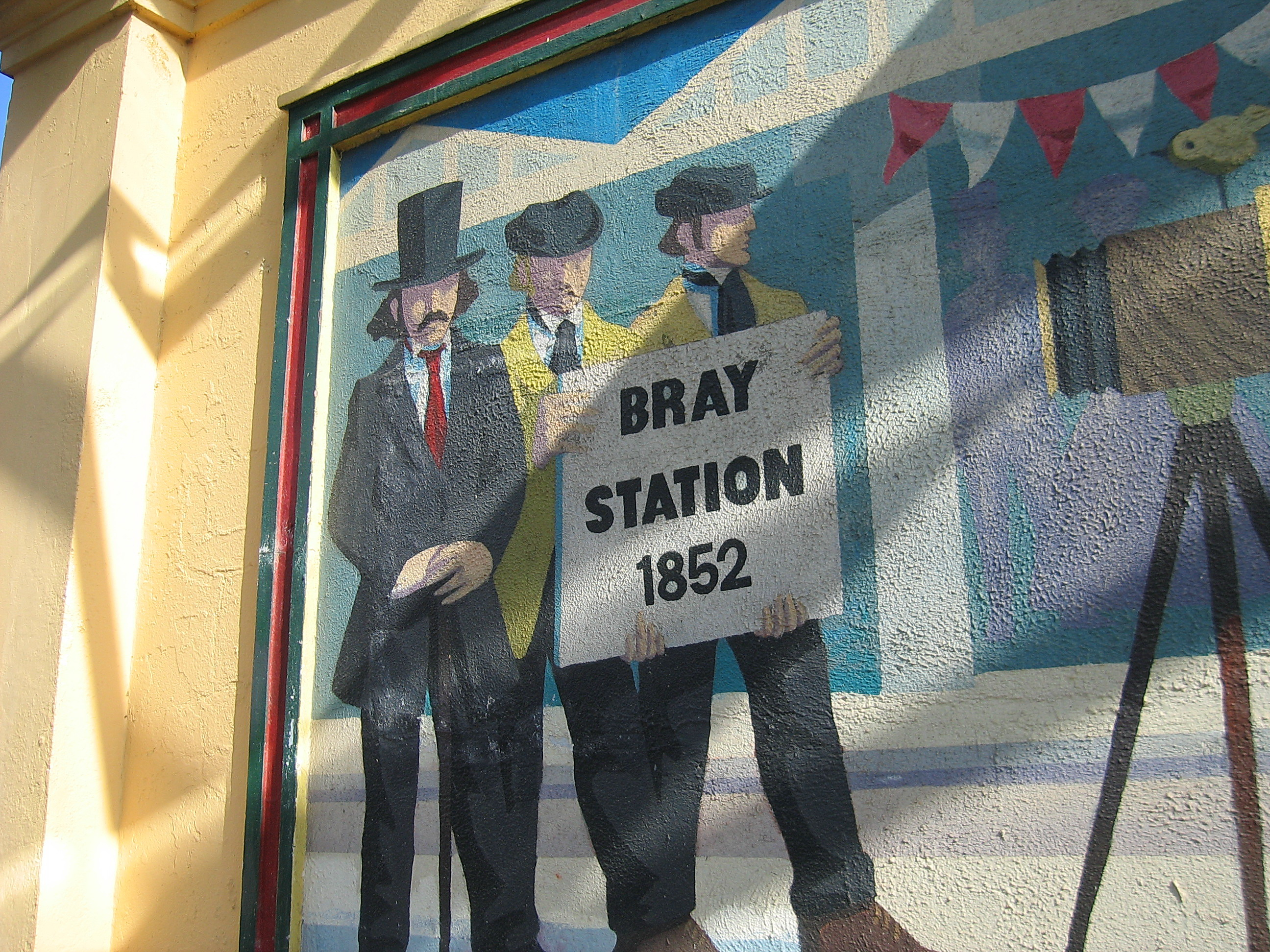
Peinture murale
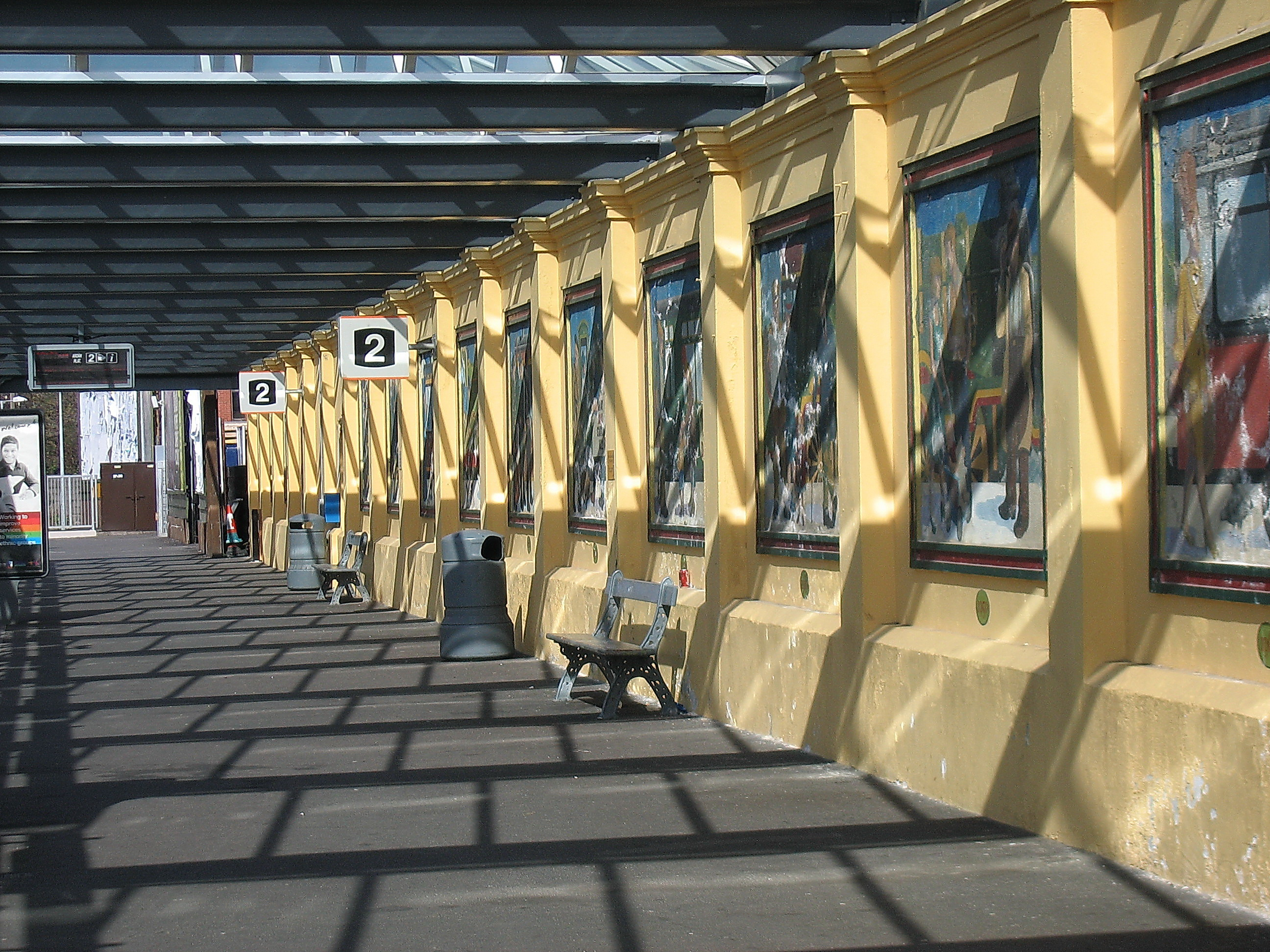
Tableaux représentants chaque décennie
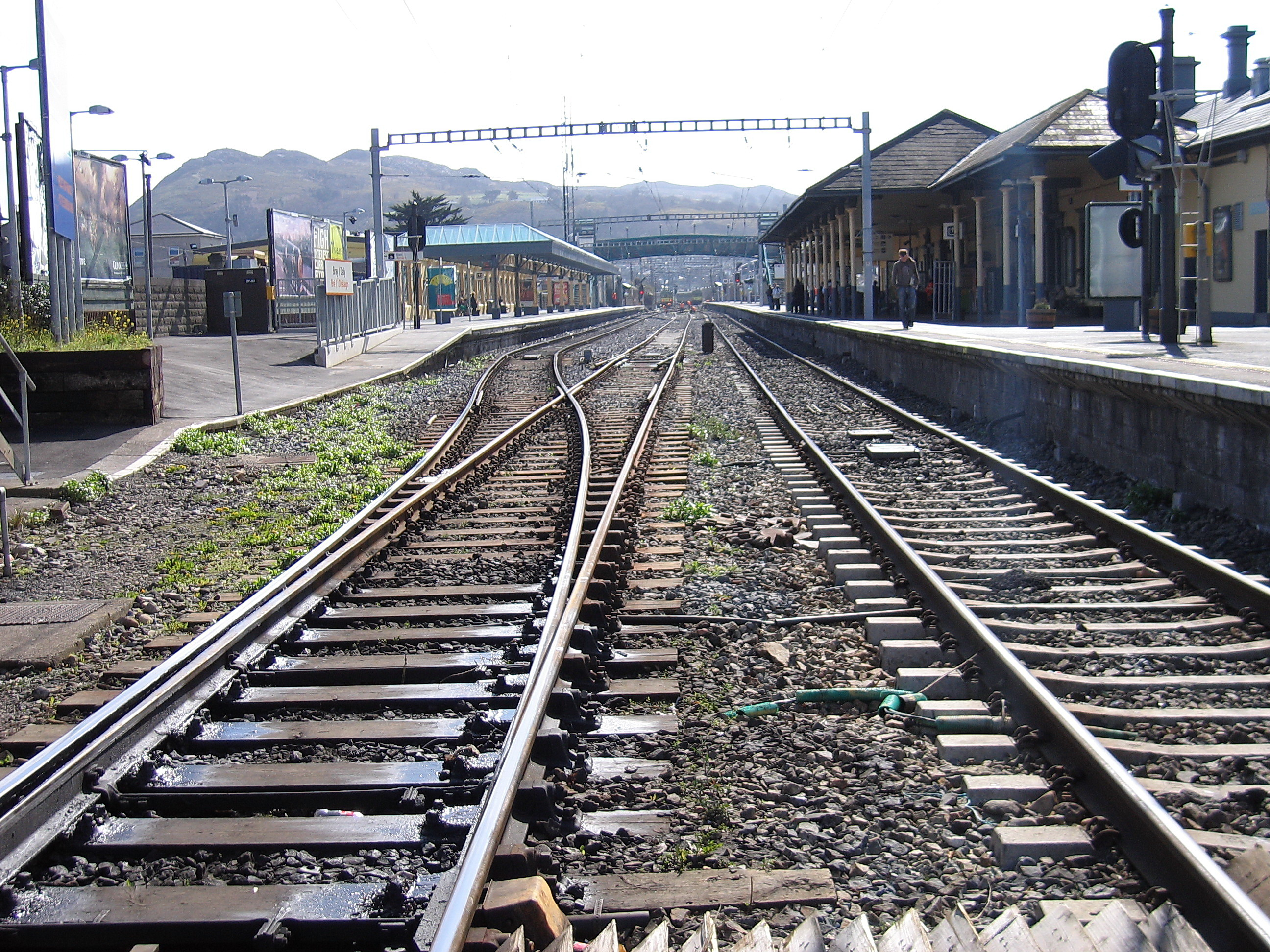
Voies avec le Bray Head en arrière-plan